# Hauraki Plains

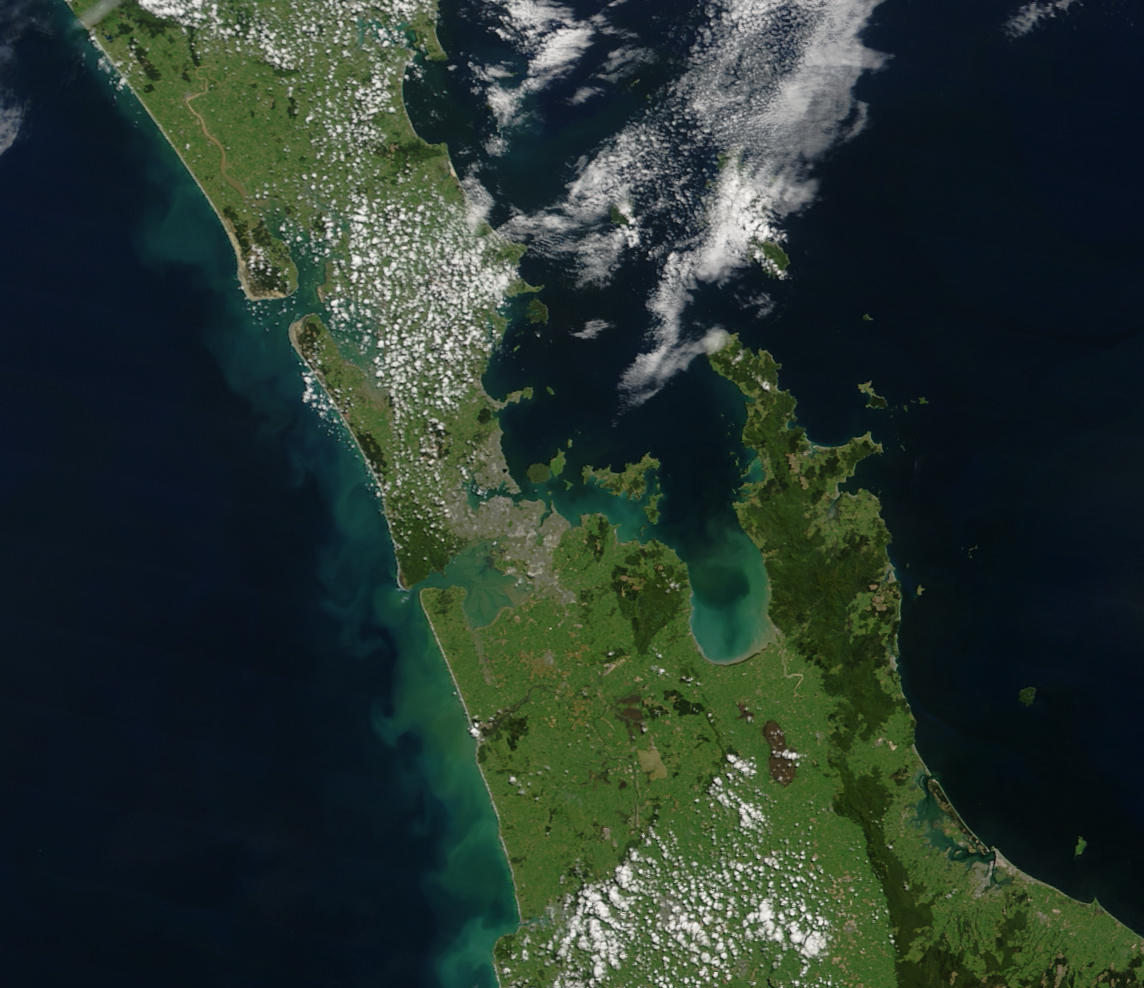
Echtfarbenaufnahme des Satelliten Terra, 23. Oktober 2002. Die Hauraki plains liegen an der Basis der großen Bucht, des Firth of Thames, rechts unterhalb der Bildmitte.

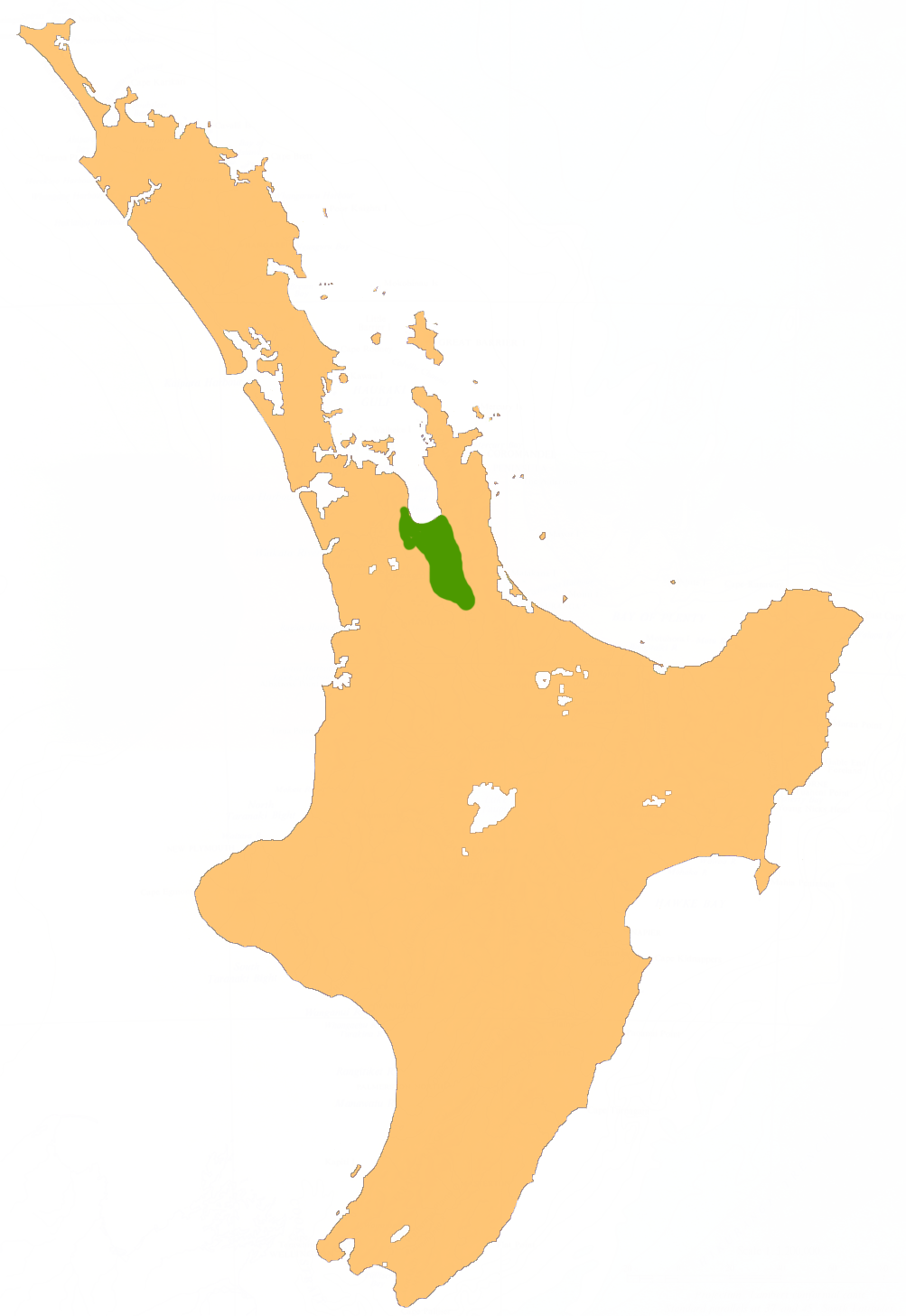
Lage der Hauraki Plains

Die Hauraki Plains sind eine Ebene auf der Nordinsel Neuseelands.

## Geografie
Sie liegen etwa 75 km südöstlich von Auckland an der Basis der Coromandel Peninsula. Die Ebene liegt im Südteil eines Grabenbruches, der im Osten von den Kaimai Range und im Westen von einer Hügellandschaft begrenzt wird, die die Ebene von der viel größeren Ebene des Waikato River abtrennt. Die Ebene gehört verwaltungstechnisch größtenteils zum Hauraki District.
Das etwa 400 km² große Schwemmland wurde von Sedimentablagerungen gebildet. Sie stammen vom Piako River, Waitoa River und Waihou River, die nordwärts in den Firth of Thames entwässern, sowie von einem fossilen Flussbett des Waikato River. Das entstandene Schwemmland ist flach, torfig und teilweise sumpfig, es ist jedoch gut für die Milchviehhaltung geeignet, die hier den wichtigsten Erwerbszweig bildet.
Der Tourismus im Gebiet der Hauraki Plains hat in den letzten Jahren stark zugenommen. Er trägt dazu bei, dass die Beschäftigungsrate in der Region im Sommer höher als der nationale Durchschnitt Neuseelands ist.
Die größte Stadt der Ebene ist Ngatea, in der Nähe liegt Turua, das größere Te Aroha befindet sich nahe der Südgrenze zum Distrikt Thames Valley.

## Geologie
Der Hauraki-Grabenbruch entstand vor etwa 2 bis 3 Millionen Jahren, als ein großer Block der Erdkruste 500 bis 2000 Meter absank. Der fossile Waikato River floss danach häufig durch das entstandene Tal in den Hauraki Gulf ab, zuletzt vor etwa 20.000 Jahren durch das Hinuera Valley. Mit der Zeit wurde der Grabenbruch bis zu 40 m tief mit Sediment aufgefüllt. Bei Shelly beach and Maukoro kann man noch heute Reste der ehemaligen Meeresküste finden.
Nachdem der Waitako River seinen Abfluss ein letztes Mal zur Westküste verlagert hatte, bildeten sich Waihou, Waitoa und Piako River. Diese drei erweiterten die Ebene durch mitgeführten Silt in den Firth of Thames hinein.

## Geschichte

### Beschluss zur Trockenlegung
Die Ebene war dicht mit Mangrove und einem dichten Kahikatea-Wald bewachsen. Der größte Teil des sumpfigen Bodens war roher Torf, der zwischen einem und mehr als zwanzig Meter tief war.
Einmal im Jahr traten Waihou und Piako Rivers über die Ufer. Die um Hauraki lebenden Menschen forderten von der Regierung die Erlaubnis, das Land trockenzulegen. Die Regierung war jedoch der Ansicht, dass dies niemals möglich sei – schließlich lagen Teile der Ebene bis 2 Meter unter dem Meeresspiegel.
Die Bevölkerung gab jedoch nicht auf, so dass 1908 eine Verordnung erlassen wurde, die die Trockenlegung erlaubte. Die Regierung bezahlte die Arbeiter, die die Drainagegräben zogen, was etwa 10 Jahre in Anspruch nahm.

### Erste Landverlosung
Im Jahre 1910 beschloss die Regierung, 66 km² der Ebene zur Besiedelung freizugeben und die Grundstücke auszulosen. An diesem Land hatte nicht nur künftige Siedler, sondern auch Geschäftsleute im Distrikt Thames Valley Interesse. Bergleute von der Südinsel sagten, dass man ein gemachter Mann sei, wenn man eines der Lose zöge. Am 18. Mai 1910 wurden die ersten Bewerbungen für Grundstücke in der Miner’s Union Hall in Thames angenommen. Die Preise für das Land bewegten sich umgerechnet zwischen 10 und 15 $ pro Acre, je nach der Fläche und der Lage der Grundstücke. Für einige Landstücke geb es bis zu 99 Bewerber.

### Drainagesystem

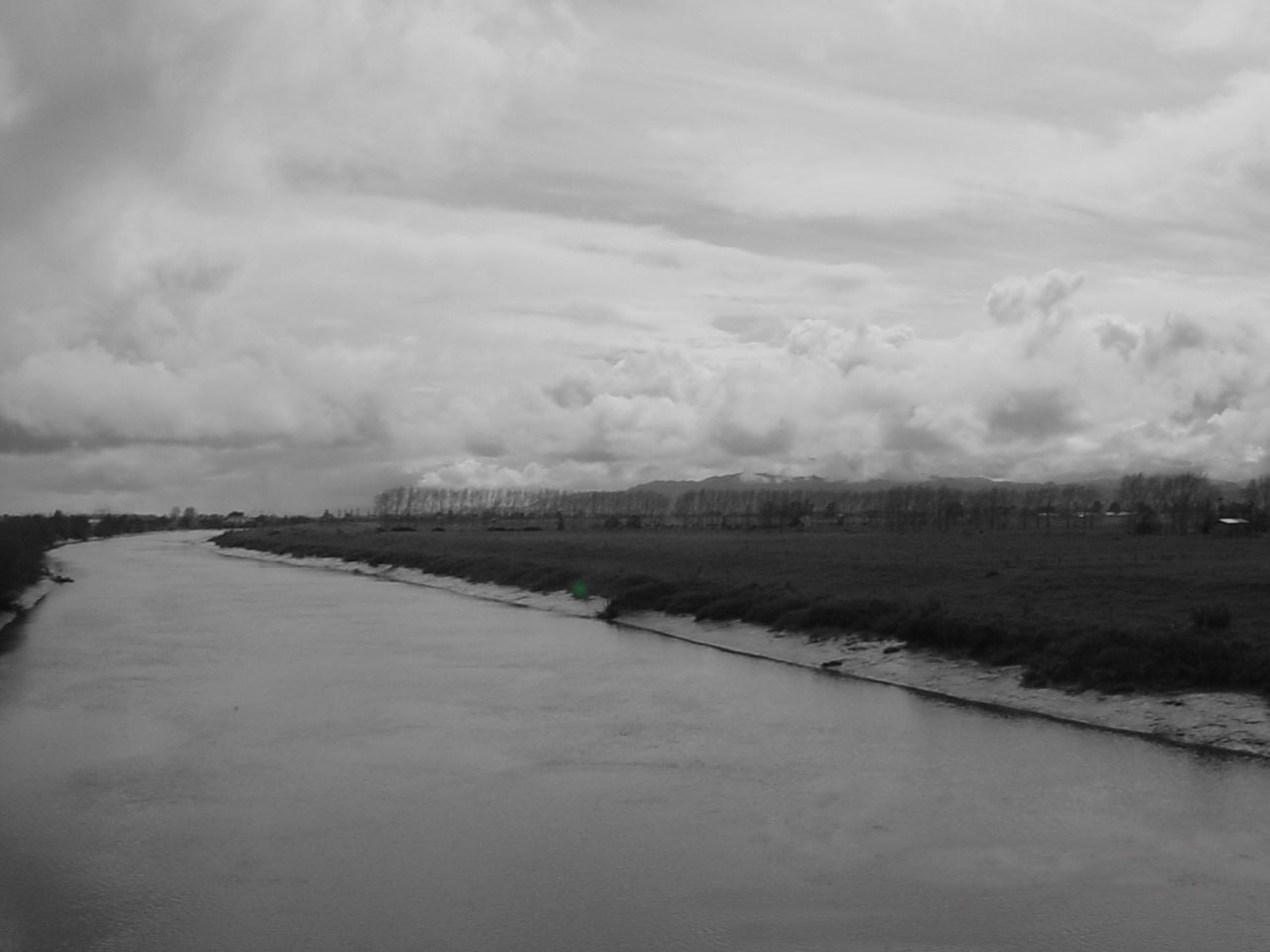
Wassertechnische Bauwerke in der Flutebene des Piako River spielten eine wichtige Rolle bei der Trockenlegung

Die Arbeiten zur Trockenlegung des Gebietes begannen sofort nach der Verabschiedung des Hauraki Plains Act. Zuerst mussten die Hochwasser verhindert werden. Am Piako River, der mindestens einmal im Jahr über die Ufer trat, mussten Deiche gebaut werden, um die Überflutungen durch Hochwasser und Gezeiten zu verhindern.
Danach mussten die Farmer 1–2 m breite Gräben durch ihr Land ziehen, die in Hauptsammler mündeten, die das Wasser wiederum in Kanäle ableiteten. Fluttore zwischen den Sammlern und den Kanälen verhinderten das Zurückfließen des Wassers in die Gräben bei hohem Wasserstand. Nach Vollendung der Arbeiten waren 75 % des Feuchtlandes der Ebene trockengelegt.
Dies war jedoch nur der erste Schritt bei der Landgewinnung. Um es in Weideland zu verwandeln, musste es von Buschwerk, Bäumen und Baumstümpfen befreit und eingeebnet werden. Dazu stapelten die Arbeiter üblicherweise das Gestrüpp und Torfabfälle auf und verbrannten es.

## Transportwesen
Die Māori hatten die Flüsse bereits vor Ankunft der Europäer für Hunderte von Jahren benutzt, um Zugang zu den reichen Nahrungsressourcen der Ebene zu erhalten.
Die Flüsse boten, da Straßen damals entweder nicht existierten oder in schlechtem Zustand waren, den besten Weg, um Waren, Menschen und Tiere in die Hauraki Plains zu transportieren. Davon profitierten sowohl Māori als auch die europäischen Siedler.
Schiffe aller Größen, vom winzigen Ruderboot bis zu riesigen Barken, befuhren die Flussläufe der Ebene. Die meisten wurden von Dampfmaschinen der Firma A & G Price in Thames angetrieben.
Als die Industrialisierung voranschritt (wie z. B. der Bergbau in Waihi), benötigte man größere Schiffe, die größere Ladungen tragen konnten. Die meisten dieser Schiffe waren Schraubendampfer, aber auch einige Schaufelraddampfer. Größere Passagierschiffe hatten luxuriöse Lounges für Männer und Frauen, deren Wände mit Samt gepolstert und mit Gemälden dekoriert waren. Es gab sogar Blaskapellen und Tanzflächen an Deck. Es gab aber auch Räume für Pferde und Ladung. Einige Transportschiffe und Flöße hatten herunterklappbare Seitenwände, um das Be- und Entladen an den Flussufern, besonders das Beladen mit Tieren, zu erleichtern.
Während eines Bergwerksstreikes schloss die Regierung die Hotels. Nur auf fahrenden Schiffen konnte man noch Alkohol trinken. So machten die Bewohner Tagesausflüge, nur um die Schiffsbar zu benutzen.
1877 fuhren bei Flut große Barken bis zur Sägemühle Bagnalls’ mill in Turua, um das dort geschlagene Kahikatea-Holz nach Auckland und Australien zu verschiffen. Die Reste des Kais sind hier noch zu sehen.
Bei Orchard (heute Ngatea), Pipiroa, Kopu und Paeroa gab es Kabelfähren in Form von Flößen, die gegen ein kleines Entgelt Menschen, Pferde und Wagen über den Fluss brachten. Bei Te Aroha gab es ein Drahtseil über den Fluss, an dem ein Māori-Kanu angebunden war. Später wurde es durch eine Kabelfähre mit einem Kurbelantrieb ersetzt und die Passagiere konnten sich für 2 Shilling selbst auf die andere Seite ziehen.
Goldfunde brachten zahlreiche Schiffe mit Bergbautechnik und Bergleuten den Waihou and Ohinimuri River herauf. Es gab bei Paeroa sogar einen besonders stabilen Kai für deren Entladung, da man befürchtete, dass die üblichen Kais beim Entladen der schweren Maschinen zusammenbrechen würden.
Obwohl die Flüsse in den Pionierzeiten die Lebensadern der Hauraki Plains waren, erlebte die Binnenschifferei einen Niedergang, als sich die Straßen verbesserten und Brücken die Notwendigkeit eines Schiffstransportes überflüssig machten. Heute existiert nur noch eine Fähre, die von Auckland bis Paeroa den Waihou hinauf fährt und ein Boot, das nach Kopu fährt, um dort Ladung aufzunehmen.

## Landwirtschaft
Die Milchwirtschaft ist der wichtigste Wirtschaftszweig der Hauraki plains mit dem größten Beitrag zum Einkommen der Region. Die Größe der Farmen bewegt sich zwischen 100 und über 500 Kühen. 779,34 km², das sind 66 % der Ebene, werden zur Milchviehhaltung genutzt.
Neben der Milchwirtschaft beginnen Schafzucht und Pflanzenbau eine Rolle zu spielen. Bei Turua gibt es eine Straußenfarm, die Fleisch und Geschenkartikel herstellt und touristisch genutzt wird.

## Erziehungswesen
Das koedukative Hauraki Plains College am Ende der Kaihere Road hat etwa 650 Schüler. Es bietet ein junior diploma of learning für die Schüler der 9. und 10. Klasse an. 1912 wurde die Schule als Ngate Orchard School eröffnet und hatte nur 15 Schüler. 1923 wurde sie in Ngatea District High School und 1963 in Hauraki Plains College umbenannt.

## Naturschutz
In den 1840er Jahren bedeckten etwa 1100 km² Feuchtgebiete das Gebiet des Unterlaufes des Waikato und die Hauraki Plains. Seitdem wurden 85 bis 90 % der Feuchtgebiete Neuseelands trockengelegt. Schätzungen der Naturschutzbehörde gehen davon aus, dass im Gebiet des Waikato etwa 320 km² (25 % der ursprünglichen Fläche) erhalten blieben. dazu gehören Whangamarino mit 59,23 km² und der Kopuatai Peat Dome mit 102,01 km². Etwa 80 % von Neuseelands restlichen Feuchtgebieten befinden sich in den Gebieten der Distrikte Waikato, Matamata-Piako, Hauraki und im Franklin District. Fünf der Feuchtgebiete Neuseelands sind im Rahmen der Ramsar-Konvention als Feuchtgebiete von internationaler Bedeutung eingestuft worden, davon drei in der Region Waikato (Whangamarino-Feuchtland, Kopuatai Peat Dome und die Mündung des Firth of Thames).

### Kopuatai Peat Dome
Der Kopuatai Peat Dome ist mit 102,01 km² Neuseelands größtes unverändertes Torfmoor und auch weltweit einzigartig. Das Gebiet wurde als Wetland Management Reserve auf Grundlage des Naturschutzgesetzes von 1987 unter Schutz gestellt und wird vom Department of Conservation (DOC) verwaltet. 54 Vogelarten, darunter 27 geschützte Arten, 17 nicht geschützte Arten und 10 Jagdvögel wurden beobachtet. Die gefährdete Australische Rohrdommel (Botaurus poiciloptilus), Gebänderte Ralle (Rallus philipensis assimilis), eine Unterart des Zwergsumpfhuhnes (Porzana pusilla affinis) und der der Nordinsel-Grassänger (Bowdleria punctata vealeae) sind einige der geschützten Arten.

### Whangamarino
Das Whangamarino-Feuchtland liegt im Bereich Miranda/Kaiaua und ist das zweitgrößte Moor- und Sumpfgebiet der Nordinsel. Davon sind unter der Ramsar Convention 59,23 km² Moor, Sumpfland und Flussläufe als Wild- und Feuchtland-Schutzgebiet von der DOC verwaltet.